# Gesnes-en-Argonne
Gesnes-en-Argonne är en kommun i departementet Meuse i regionen Grand Est (tidigare regionen Lorraine) i nordöstra Frankrike. Kommunen ligger i kantonen Montfaucon-d'Argonne som tillhör arrondissementet Verdun. År 2022 hade Gesnes-en-Argonne 52 invånare.

## Befolkningsutveckling
Antalet invånare i kommunen Gesnes-en-Argonne
| Referens: INSEE |